# Federico Gonzaga
Federico Gonzaga, surnommé le cardinal de Monferrato (né à Mantoue, en Lombardie, en 1540, et mort dans la même ville le 21 février 1565), est un cardinal italien du XVIe siècle. 
Il est un fils posthume du comte Frédéric II de Mantoue et un neveu du cardinal Ercole Gonzaga (1505). D'autres cardinaux de la famille sont Francesco Gonzaga (1461), Pirro Gonzaga (1527), Francesco II Gonzaga (1561), Giovanni Vincenzo Gonzaga (1578), Scipione Gonzaga (1587), Ferdinando Gonzaga (1607) et Vincenzo Gonzaga (1615).

## Biographie
Federico Gonzaga étudie à l'université de Bologne. Le pape Pie IV le crée cardinal lors du consistoire du 6 janvier 1563. Il est administrateur apostolique et évêque de Mantoue en 1563-1565.